# Yūta Narawa
Yūta Narawa (japanisch 奈良輪 雄太 Narawa Yūta; * 29. August 1987 in Yokohama) ist ein japanischer Fußballspieler.

## Karriere
Narawa erlernte das Fußballspielen in der Jugendmannschaft der Yokohama F. Marinos und der Universitätsmannschaft der Universität Tsukuba. Seinen ersten Vertrag unterschrieb er 2010 beim Sagawa Shiga FC. Der Verein spielte in der dritthöchsten Liga des Landes, der Japan Football League. 2013 wechselte er zum Erstligisten Yokohama F. Marinos. 2013 gewann er mit dem Verein den Kaiserpokal. Für den Verein absolvierte er 28 Erstligaspiele. 2016 wechselte er zum Ligakonkurrenten Shonan Bellmare. Am Ende der Saison 2016 stieg der Verein in die J2 League ab. Für den Verein absolvierte er 44 Ligaspiele. 2018 wechselte er zum Ligakonkurrenten Tokyo Verdy. Am Ende der Saison 2023 wurde er mit Verdy Tabellendritter. In den Aufstiegsspielen konnte man sich durchsetzen und stieg in die erste Liga auf.

## Erfolge
Yokohama F. Marinos
- Japanischer Vizemeister: 2013
- Japanischer Pokalsieger: 2013